# Monanthotaxis vogelii
Monanthotaxis vogelii (Hook.f.) Verdc. – gatunek rośliny z rodziny flaszowcowatych (Annonaceae Juss.). Występuje naturalnie w Gwinei Bissau, Gwinei, Sierra Leone, Wybrzeżu Kości Słoniowej, Ghanie, Togo oraz Nigerii. 

## Morfologia
PokrójZimozielone małe drzewo lub krzew.
LiścieMają podłużnie odwrotnie jajowaty kształt. Mierzą 8–15 cm długości oraz 3,5–6,5 cm szerokości. Nasada liścia jest od prawie sercowatej do zaokrąglonej.
KwiatySą pojedyncze lub zebrane w pary, rozwijają się w kątach pędów. Płatki mają pomarańczową barwę.
OwoceZebrane w owoc zbiorowy. Są owłosione i mają cylindryczny kształt. Osiągają 10 mm długości i 4 mm szerokości.

## Biologia i ekologia
Rośnie w wiecznie zielonych lasach, zazwyczaj na brzegach rzek.